# O Cangaceiro (1997)
O Cangaceiro é um filme brasileiro de 1997 dirigido por Aníbal Massaini Neto.
Rodado inteiramente no Nordeste do Brasil, uma refilmagem de O Cangaceiro, produção da Companhia Cinematográfica Vera Cruz de 1953.
O filme narra a história dos cangaceiros liderados pelo Capitão Galdino (Paulo Gorgulho) e sua mulher, saqueando cidades e espalhando medo.
O cantor e compositor Dominguinhos participa da produção, cantando os sucessos de Zé do Norte que fizeram parte da primeira versão. Também foram trazidos para o remake o mesmo diretor de arte (Carybé) e de maquiagem (Victor Merinow).

## Elenco
- Paulo Gorgulho .... Galdino
- Alexandre Paternost .... Teodoro
- Luíza Tomé .... Maria Bonita
- Ingra Liberato .... Olívia
- Otávio Augusto .... Coronel Aniceto
- Jece Valadão .... Joca Leitão
- Joffre Soares .... Tico velho
- Othon Bastos .... Raimundo
- Aldo Bueno .... Zé Macaco
- Roberto Bomtempo
- Jonas Mello .... diretor do presídio
- Dominguinhos .... Zé Domingues
- Cláudio Mamberti .... padre
- Paulo Borges .... Labareda
- João Ferreira .... Quirino
- Nilza Monteiro .... filha de Quirino
- Tom do Cajueiro .... Tico jovem
- Agnaldo Lopes
- Kristhel Byancco
- Lamartine Ferreira .... Feitiço
- Moisés Neto .... repórter